# Lijst van burgemeesters van Rijnwaarden
Dit is een lijst van burgemeesters van de voormalige Nederlandse gemeente Rijnwaarden in de provincie Gelderland. Deze gemeente ontstond in 1985 en fuseerde op 1 januari 2018 met de gemeente Zevenaar.
| Ambtsperiode | Naam burgemeester   | Partij of stroming | Bijzonderheden                                                            |
| ------------ | ------------------- | ------------------ | ------------------------------------------------------------------------- |
| 1985 - 1991  | Toon Maas           | CDA                | eerst waarnemend; was al burgemeester van de opgeheven gemeente Pannerden |
| 1991 - 1999  | Wim Burgering       | CDA                |                                                                           |
| 1999 - 2000  | Henk Spoelstra      | PvdA               | waarnemend                                                                |
| 2000 - 2008  | Stoni Scheurer      | CDA                |                                                                           |
| 2008 - 2015  | Mark Slinkman       | CDA                |                                                                           |
| 2015 - 2017  | Ella Schadd-de Boer | PvdA               | waarnemend                                                                |